# 兴平公主 (后唐)
兴平公主（？—942年），是中国五代十国后唐第二代皇帝明宗李嗣源第十三女。
李嗣源把女儿嫁给了赵延寿。天成三年四月初九甲申（928年5月1日）李嗣源封女儿为兴平公主。长兴四年九月十九壬戌（933年10月10日），唐明宗李嗣源下诏命令，永宁公主（嫁石敬瑭）进封魏国公主，兴平公主进封齐国公主；清泰三年（936年）二月，末帝李从珂封齐国公主为燕国长公主。赵延寿在后唐末年投靠了契丹国，他时任幽州节度使，辖境大部就是后来所谓的燕云十六州。后晋天福三年九月十六庚申（939年10月12日），契丹派人往洛阳迎接燕国长公主。丙寅，赵延寿进马谢石敬瑭放燕国长公主归幽州之恩。天福七年（942年），燕国长公主于幽州去世，三月廿四丙寅（4月16日），石敬瑭李皇后为妹燕国长公主举哀于外次。